# Chaos Reborn
Chaos Reborn — компьютерная игра в жанре многопользовательской пошаговой тактики, разработанная Джулианом Голлопом и профинансированная через Kickstarter. Эта игра является наследницей Chaos: The Battle of Wizards, разработанной и изданной Джулианом Голлопом в 1985 году.

## Продажи
Летом 2018 года, благодаря уязвимости в защите Steam Web API, стало известно, что точное количество пользователей сервиса Steam, которые играли в игру хотя бы один раз, составляет 79 925 человек.